# Ка Сордис (Виченца)
Ка Сордис је насеље у Италији у округу Виченца, региону Венето.
Према процени из 2011. у насељу је живело 110 становника. Насеље се налази на надморској висини од 53 м.